# Heterostylum robustum
Heterostylum robustum är en tvåvingeart som beskrevs av Osten Sacken 1877. Heterostylum robustum ingår i släktet Heterostylum och familjen svävflugor. Inga underarter finns listade i Catalogue of Life.